# Hörpel
Hörpel è una frazione (Ortsteil) del comune di Bispingen, nel land della Bassa Sassonia, in Germania.

## Storia
Già comune autonomo nel circondario di Soltau, fu soppresso e incorporato a Behringen il 1º marzo 1974; insieme con Behringen, fu unito a Bispingen il 16 marzo successivo.